# Марсаль (Мозель)
Марса́ль (фр. Marsal) — коммуна во французском департаменте Мозель региона Лотарингия. Относится к кантону Вик-сюр-Сей.	

## География

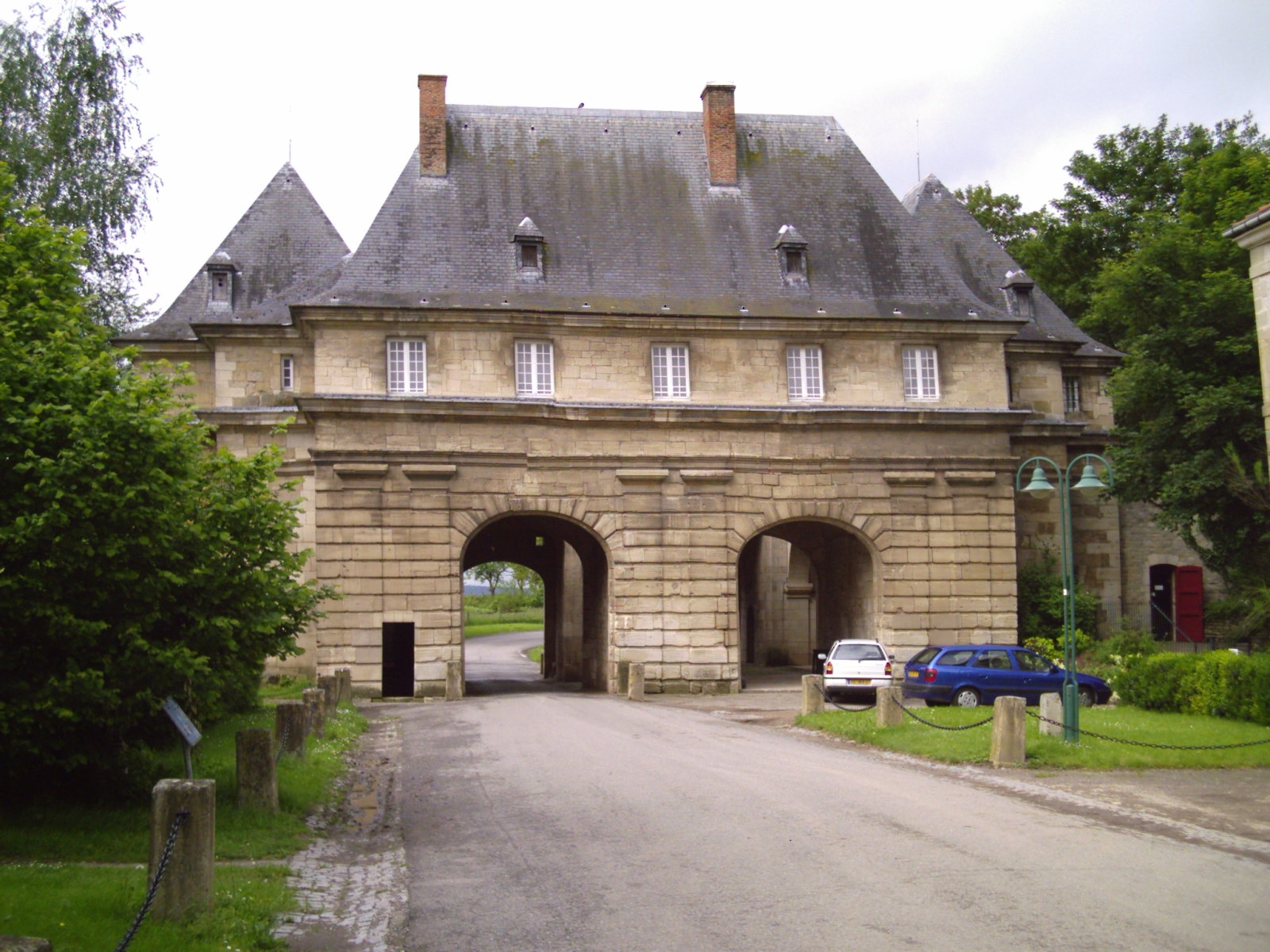
Бывшие крепостные ворота города Порт-де-Франс в Марсале, ныне музей соли.

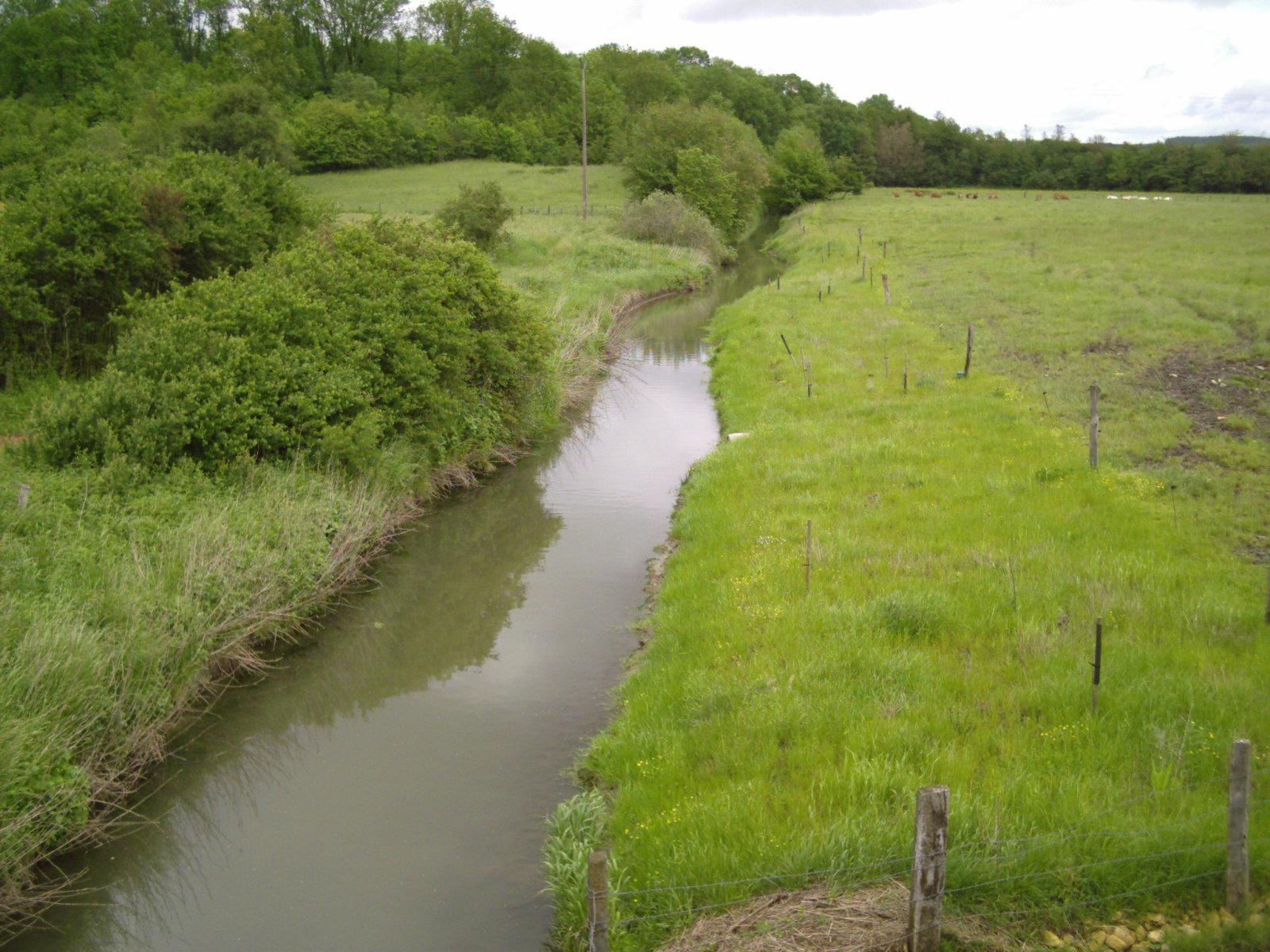
Вторичное русло Сей в Марсале.

Марсаль	расположен в 50 км к юго-востоку от Меца и в 8 км к юго-востоку от Шато-Сален. Соседние коммуны: Арокур-сюр-Сей на севере, Сен-Медар на северо-востоке, Мюльсе и Бланш-Эглиз на востоке, Муайянвик и Вик-сюр-Сей на западе, Морвиль-ле-Вик на северо-западе.
Коммуна расположена на юге департамента Мозель в естественно-историческом регионе Сольнуа и входит в Региональный природный парк Лотарингии.

## История
- Следы культуры неолита. С доисторических времён здесь добывали соль.
- Римляне основали здесь город Marosallum и в 44 году поставили стелу в честь императора Клавдия.

## Демография
По переписи 2008 года в коммуне проживало 276 человек.	

## Достопримечательности
- Музей соли